# Märtha Gahn
Märtha Fredrique Gahn, född 30 september 1891 i Fellingsbro, Örebro län, död 17 oktober 1973 i Stockholm, var en svensk målare och textilkonstnär.
Gahn var dotter till kaptenen och godsägaren Henric Gahn och Alice Ellen Silfverstolpe. Hon genomgick Högre konstindustriella skolan i Stockholm 1910–1915 och bedrev därefter studier i utlandet. Åren 1915–1917 var hon medarbetare i Atelier Handtryck. Därefter var Gahn konstnärlig ledare för Svensk Hemslöjd under åren 1917–1933, ledde utbildningen vid Handarbetets Vänner 1933–1935 och förestod slutligen Libraria, textilateljé för kyrklig konst, 1935–1954.
Gahns främsta arbete låg inom hemslöjdsrörelsen, där hon på grundval av äldre allmogetraditioner tog fram mönster och utvecklade tekniker för att bygga upp en modern, lönsam textilproduktion. Hon var även verksam som akvarellist och utförde broderade tavlor.
Gahn är representerad vid Nationalmuseum, Nordiska museet, Röhsska museet, Designarkivet och Gripsholm. För Edsbergs kyrka i Närke skapade Gahn 1944 antependium, mässhake och predikstolkläde, samt 1950 en kormatta. 
Hon tilldelades Litteris et artibus 1941.